# José Nicolau Nunes de Oliveira
Colonialista e advogado, nasceu na Lousa (Castelo Branco) em 1 de Outubro de 1890.
Foi licenciado pela Faculdade de Direito da Universidade de Lisboa.
Foi inspetor do trabalho indígena e Secretário Geral da Companhia do Niassa de 1921 a 1942.
Em 1936 exerceu advocacia em Lourenço Marques, tendo sido vogal do Conselho Legislativo e do Conselho do Governo da Colónia de Moçambique, Governador Interino da Colónia de Moçambique, Governador Geral de Moçambique, inspector do Supremo da Administração Colonial em 1941 e Director Geral do Fomento Colonial em 1945.
Tomou parte na conferência da Pan-África de Transportes em 1936, como Delegado Português.
Representou Portugal como delegado, em conferências e congressos internacionais.
Publicou: Oração a Mouzinho – Administração e Política Social em Moçambique (Alguns aspetos da sua vida administrativa, económica e social).
Foi condecorado com a Ordem Militar de Cristo.